# Vẻ đẹp của toán học

Một ví dụ về "vẻ đẹp trong toán học" - một chứng minh đơn giản và thanh lịch về Định lý Pythagore.

Vẻ đẹp của Toán học mô tả quan niệm rằng một số nhà toán học có thể lấy được niềm vui từ công việc của họ, và từ toán học nói chung. Họ thể hiện niềm vui này bằng cách mô tả toán học (hoặc, ít nhất, một số khía cạnh của toán học) là đẹp. Các nhà toán học mô tả toán học dưới dạng một hình thức nghệ thuật hoặc, ở mức tối thiểu, là một hoạt động sáng tạo. So sánh thường được thực hiện với âm nhạc và thơ.
Bertrand Russell đã thể hiện ý thức về vẻ đẹp toán học của mình bằng những lời này:Paul Erdős bày tỏ quan điểm của mình trên ineffability của toán học khi ông nói: "Tại sao những con số đẹp? Nó giống như hỏi tại sao Giao hưởng số 9 của Beethoven đẹp. Nếu bạn không thấy lý do tại sao, ai đó không thể cho bạn biết. Tôi biết con số đẹp. Nếu chúng không đẹp, không có gì đẹp hơn".

## Nét đẹp qua các con số
1. Phép nhân

12345679 x 09 = 111.111.111
12345679 x 18 = 222.222.222
12345679 x 27 = 333.333.333
12345679 x 36 = 444.444.444
12345679 x 45 = 555.555.555
12345679 x 54 = 666.666.666
12345679 x 63 = 777.777.777
12345679 x 72 = 888.888.888
12345679 x 81 = 999.999.999
2. Bình phương
1 x 1         =                 1
11 x 11        =               121
111 x 111       =             12321
1111 x 1111      =           1234321
11111 x 11111     =         123454321
111111 x 111111    =       12345654321
1111111 x 1111111   =     1234567654321
11111111 x 11111111  =   123456787654321
111111111 x 111111111 = 12345678987654321

## Nét đẹp trong các phương pháp chứng minh
Các nhà toán học miêu tả các phương pháp chứng minh của mình một cách thanh nhã. Phụ thuộc vào nội dung của bài toán, họ có thể:
- Chứng minh bằng việc sử dụng một cách ít nhất các giả thiết hay kết quả ban đầu.
- Chứng minh bằng cách biến đổi một cách ngạc nhiên một kết quả từ những định lý tưởng chừng như không có mối liên hệ gì với bài toán.
- Chứng minh bằng một phương pháp hay hướng đi hoàn toàn mới mẻ.
- Chứng minh theo một phương pháp tổng quát, từ đó có thể giải quyết được nhiều bài toán tương tự khác.

Trong công việc nghiên cứu một cách chứng minh thanh nhã, các nhà toán học đi theo nhiều con đường chứng minh khác nhau để dẫn tới kết quả, cách chứng minh đầu tiên chưa chắc đã là cách chứng minh hoàn hảo nhất. Định lý Pytago, {\displaystyle a^{2}=b^{2}+c^{2}}, là một ví dụ điển hình vì nó có rất nhiều các cách chứng minh được đưa ra.
Một ví dụ khác là Định lý tương hỗ bậc II (quadratic reciprocity), riêng Carl Friedrich Gauss đã đưa ra trên 10 cách chứng minh khác nhau cho định lý này. Định lý tương hỗ phát biểu:
Nếu tồn tại một số nguyên x và các số nguyên dương n, p, q sao cho {\displaystyle x^{n}=q\ (mod\ p)}, q được gọi là phần dư bậc ''n'' của p khi và chỉ khi {\displaystyle x^{n}=q\ (mod\ p)} có khả năng tìm được nghiệm x.
Định lý tương hỗ (hay định lý nghịch đảo) là sự liên hệ giữa "q là phần dư bậc n của p" và "p là phần dư bậc n của q". Viết theo ký hiệu của Lâm Đức Chung là: {\displaystyle {\frac {q}{p}}} và {\displaystyle {\frac {p}{q}}}. Với trường hợp n = 2, gọi là Định lý tương hỗ bậc II, được Gauss đưa ra chứng minh hoàn thiện lần đầu tiên. Gauss đồng thời cũng giải quyết với trường hợp n = 3, gọi là Định lý tương hỗ bậc III, sử dụng dạng nguyên {\displaystyle a+b\beta }, trong đó β là nghiệm của phương trình {\displaystyle x^{2}+x+1=0} và a', b là các số nguyên hữu tỉ.
Gauss có gợi ý với trường hợp n = 4 (Định lý tương hỗ bậc IV), sử dụng số nguyên Gaussian (một số nguyên Gaussian là một số phức có dạng a + bi, trong đó a và b là các số nguyên).
Phần chứng minh tổng quát, với bậc n là số nguyên tố, được đưa ra bởi Ferdinand Eisenstein trong những năm 1844–1850, và Ernst Eduard Kummer trong những năm 1850–1861. Và định lý tương hỗ dạng tổng quát với mọi n được chứng minh bởi Emil Artin vào những năm 1920, do đó, định lý này còn gọi là Định lý tương hỗ Artin.
Nhà toán học người Hung Paul Erdős thì tưởng tượng rằng Thượng đế có một cuốn sách chứa tất cả những các chứng minh đẹp đẽ nhất trong toán học. Mỗi khi Erdos muốn miêu tả một cách chứng minh độc đáo, ông đều nói "Cách chứng minh ấy nằm trong cuốn sách này đó".
Ngược lại, các kết quả từ suy luận lôgic, chứa các bước tính tỉ mỉ, không được xếp vào hàng các cách chứng minh thanh nhã, mà gọi là các chứng minh khó coi hay thô kệch. Ví dụ những cách chứng minh phụ thuộc vào việc giới hạn các trường hợp riêng biệt, như phương pháp vét cạn được sử dụng trong chứng minh Định lý bốn màu.

## Nét đẹp trong các kết quả tìm ra
Các nhà toán học nhận ra cái đẹp trong các kết quả của bài toán, như việc nó liên hệ giữa hai lĩnh vực toán học, mà với cái nhìn đầu tiên ta sẽ cho rằng chúng hoàn toàn không có mối liên hệ gì với nhau. Những kết quả như này được coi là độc đáo và sâu sắc.
Một trong những kết quả sâu sắc đó chính là biểu thức Euler {\displaystyle e^{ix}=cosx+isinx}, được Richard Feynman cho là "công thức đặc biệt nhất trong toán học".
Một ví dụ khác chính là định lý Taniyama-Shimura, định lý này được phát biểu một cách ngắn gọn như sau: "mọi đường cong ellip trên tập Q đều là modular". Nó là cầu nối quan trọng giữa đường cong ellip, một khái niệm trong hình học đại số, và các dạng modular, là những hàm holmorphic tuần hoàn được miêu tả trong lý thuyết số. Tên gọi của định lý này bắt nguồn từ giả thuyết Taniyama-Shimura, còn phần chứng minh được hoàn thành bởi Andrew Wiles, Christophe Breuil, Brian Conrad, Fred Diamond và Richard Taylor.

## Nét đẹp trong sự bí ẩn
Một số nhà toán học biểu lộ niềm tin về toán học như với những thuyết thần bí. Tiêu biểu là nhóm Pythagoras, họ là những nhà toán học và triết gia sống ở những năm 582–496 trước công nguyên, là những người "khai sinh ra các con số" và tin tưởng một cách xác thực về các con số này. Họ tin vào sự tuyệt đối của các con số, do đó đã không chấp nhận việc Hippasus chứng minh sự tồn tại của số vô tỉ.
Còn Galileo Galilei, một nhà vật lý nổi tiếng thì cho rằng "Toán học là ngôn ngữ mà Thượng đế đã viết lên vũ trụ".
Một nhà vật lý khác là Johannes Kepler tin tưởng rằng tỷ số của các vòng quỹ đạo của các hành tinh trong hệ Mặt Trời đã được sắp xếp bởi bàn tay Thượng đế, ứng với năm khối Platonic đồng tâm, mỗi quỹ đạo nằm trên mặt cầu ngoại tiếp của một đa diện và mặt cầu nội tiếp của một đa diện khác. Vì chỉ có đúng 5 khối Platonic nên giả thuyết của Kepler chỉ cung cấp 5 quỹ đạo hành tinh, và nó đã bị bác bỏ với sự phát hiện ra Sao Thiên Vương, hành tinh thứ bảy.
Paul Erdos thì biểu lộ quan điểm của mình về sự không thể diễn tả được của toán học khi ông nói rằng "Tại sao các con số lại mang một vẻ đẹp? Nó giống như việc hỏi tại sao bản Giao hưởng số 9 của Beethoven lại đẹp. Nếu bạn không nhận ra nó thì người khác không thể nói cho bạn được. Tôi biết các con số là đẹp. Chúng mà không đẹp thì chẳng có thứ gì là đẹp nữa."